# DINA
|  | Per a altres significats, vegeu «Dina». |

La Dirección de Inteligencia Nacional, més coneguda per l'acrònim DINA, va ser la policia secreta xilena durant la dictadura d'Augusto Pinochet Ugarte a Xile entre 1973 i 1977. La DINA va ser responsable de nombrosos casos d'infiltració política, i violacions als drets humans entre els que s'expliquen assassinats, segrest, violació i tortura de persones; raons per la qual a aquest organisme de repressió política se l'ha qualificat com "La Gestapo de Pinochet".
Va ser reemplaçada en 1977 per la Central Nacional d'Informacions (CNI).
El 9 d'abril de 2012 es va donar a conèixer una llista completa amb 1500 exagents de la DINA, que inclou entre d'altres a Cristián Labbé, qui entre 1996 i 2012 va ser alcalde de la comuna de Providencia.

## Història

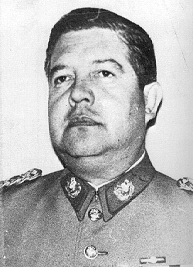
Manuel Contreras, director de la DINA.

Es va crear el juny de 1974 (malgrat que de fet ja funcionava des de finals de 1973), amb el decret llei Num. 521, anomenant cap al tinent coronel d'enginyers Manuel Contreras. La DINA tenia facultats per detenir i empresonar persones als seus centres durant els estats d'excepció. Com que aquesta situació era gairebé permanent, la DINA va mantenir aquestes facultats durant tota la seva existència.
La seva filosofia es basava en el fet que s'estava en guerra interna amb un enemic que no donava treva, la sedició marxista. Entrenats pels Estats Units a l'Escola de les Amèriques, els agents de la DINA iniciaren una campanya de repressió, focalitzada principalment en el GAP (Grup d'Amics Personals de Salvador Allende, i la seva guàrdia personal) amb 60 morts, el MIR (Moviment d'Esquerra Revolucionari) amb 400, el Partit Socialista amb 400 i el Partit Comunista amb 350.
La DINA emprà el segrest, la tortura i l'assassinat. Molts dels detinguts segueixen encara desapareguts. Tenia també agents internacionals, el més conegut dels quals era el nord-americà Michael Townley, que assassinà el general Carlos Prats a Buenos Aires (Argentina) i a l'ex-ministre del govern d'Allende Orlando Letelier a Washington (EUA). El seu altre dispositiu internacional era l'Operación Cóndor, en la qual cooperaren diversos organismes d'intel·ligència de les dictadures militars llatinoamericanes per lluitar contra l'oposició d'esquerres, alguns grups de la qual, partidaris del terrorisme i la lluita armada, es trobaven agrupats a la denominada Junta de Coordinación Revolucionaria.
Les seves accions cessaren quan la DINA i el seu cap varen ser desplaçats per la CNI (Central Nacional de Informaciones), comandada pel general Odlanier Mena. El general Contreras, ja retirat, fou empresonat a Xile a causa de les violacions dels drets humans perpetrades per la DINA (concretament, fou condemnat a 12 anys de presó per segrest, un delicte que no havia estat amnistiat).